# …havet där friheten är…
…havet där friheten är… är ett musikalbum av Musikgruppen KAL från 2000, och med sånger av Evert Taube.

## Låtlista
1. Så länge skutan kan gå
2. Vals i Valparaiso
3. Min farfar var en jaktlöjtnant...
4. Eldare på värmen
5. Balladen om Gustaf Blom från Borås
6. Eldarevalsen
7. Madam' Läboms visa om den förunderliga kärleken
8. Flickan i Havanna
9. Balladen om Aldebaran av Bergen
10. Fritiof Andersson
11. Jag är fri, jag har sonat
12. Möte i monsunsen
13. Balladen om Ernst Georg Johansson från Uddevalla
14. Balladen om briggen "Blue Bird" av Hull
15. Karl-Alfred, Fritiof Andersson och jag
16. Flickan i Peru

## Medverkade musiker i Musikgruppen KAL
- Malte Krook
- Leif "Pedda" Pedersen
- Bosse Andersson
- Christer Larsson
- Torbjörn Johansson

Dessutom medverkar
- Douglas Möller
- Jörgen Lundqvist